# Chilli Beans
A Chilli Beans é a maior empresa de óculos solares e acessórios de moda da América Latina. Seu portfólio inclui óculos de sol, armações de grau, relógios e lentes de prescrição. Criada em 1997 pelo empresário Caito Maia, mantém aproximadamente 700 franquias em todo o Brasil, além de possuir lojas em outros países como Estados Unidos, Peru, Portugal, México, Tailândia, Colômbia, Chile e Emirados Árabes. Em 2000, abriu o primeiro quiosque num shopping. A Chilli Beans tem como sócio o fundo de investimento Gávea, que pagou estimados 100 milhões de reais por menos de 30% da companhia — avaliada, assim, em cerca de 330 milhões de reais.
Em 2022, foi considerada a empresa de varejo mais admirada pelos consumidores no segmento de óticas e óculos escuros, do IBEVAR.

## História
Iniciou suas atividades em 1997 sob o comando do empresário Caito Maia, que abriu um pequeno estande no Mercado Mundo Mix – feira de moda voltada para o público jovem –, em São Paulo, comercializando óculos de sol com design focado nas tendências fashion. Chamou a atenção pela oferta de produtos modernos e de qualidade, com preços acessíveis.

## Prêmios e certificações
- Retail Design Institute – Melhor Loja de Inovação no Mundo (2012)[5]
- Prêmio "Melhor em Acessórios", pela Revista Pequenas Empresas Grandes Negócios (2016)
- Prêmio "Melhor Franquia do País", pela ABF (2015)
- Prêmio "Os mais importantes do Varejo", do Grupo Padrão (2012)
- Selo de Excelência em Franchising (SEF) - Categoria Sênior (2009, 2010 e 2011)
- Eleita umas das 100 Empresas Mais Admiradas pela revista Carta Capital (2010)
- Prêmio Alshop 2006 e 2009 – Melhor Loja de Complementos e Acessórios de Vestuário – Voto Consumidor
- Prêmio JCI TOYP 2006 (Junior Chamber International – The Outstanding Young Persons – São Paulo/Brasil) - Caito Maia, vencedor da Categoria Sucesso Comercial, Econômico e/ou Empresarial
- Selo IBC/Inmetro - Lentes com Proteção UV (2006)
- Prêmio Top of Quality – Ordem dos Parlamentares do Brasil (2006)
- Destaque no Prêmio Toshiba Planet Cool Awards (2006)
- As 10 Empresas em Excelência de Expansão (2005) - Revista do Varejo
- Melhor Ação Social em Esporte Radical – Skate (2005) - Assembleia Legislativa
- Finalista do iBest - Site Revelação (2005)